# انکور (ترانه)
«آنکور» (به انگلیسی: Encore) (به شیوه نوشتاری "ƎNCORE") ترانه‌ای از خواننده‌های رپ اهل ایالات متحده آمریکا امینم به همراه دکتر دره و فیفتی سنت است، که در ۹ نوامبر ۲۰۰۴ به عنوان یک تک‌آهنگ توسط افترمث اینترتینمنت، شیدی رکوردز و اینترسکوپ رکوردز در ایالات متحده آمریکا منتشر شد. این ترانه آخرین قطعه و سومین تک‌آهنگ از دوباره‌خوانی (۲۰۰۴) است.